# Stazione di Gaeta
Stazione di Gaeta vasútállomás Olaszországban, Gaeta településen.

## Vasútvonalak
Az állomást az alábbi vasútvonalak érintik:
- Sparanise-Gaeta-vasútvonal

## Kapcsolódó állomások
A vasútállomáshoz az alábbi állomások vannak a legközelebb:
- Stazione di Formia-Gaeta